# Liste der Gouverneure von Alagoas

Wappen von Alagoas

Die Liste der Gouverneure von Alagoas gibt einen Überblick über die Gouverneure des brasilianischen Bundesstaats Alagoas seit der Sechsten Republik.
Amtssitz des Gouverneurs ist seit 2006 der Palácio República dos Palmares in Maceió.

## Neue (Sechste) Republik
| Nr. | Name                                               | Bild         | Partei | Beginn der Amtszeit | Ende der Amtszeit |
| --- | -------------------------------------------------- | ------------ | ------ | ------------------- | ----------------- |
| 54  | José de Medeiros Tavares                           |              | PDS    | 14. Mai 1986        | 15. März 1987     |
| 55  | Fernando Collor de Mello                           |              | PMDB   | 15. März 1987       | 14. Mai 1989      |
| 56  | Moacir Lopes de Andrade                            |              | PRN    | 14. Mai 1989        | 15. März 1991     |
| 57  | Geraldo Bulhões                                    |              | PSC    | 15. März 1991       | 1. Jan. 1995      |
| 58  | Divaldo Suruagy                                    |              | PMDB   | 1. Jan. 1995        | 17. Juli 1997     |
| 59  | Manuel Gomes de Barros                             |              | PTB    | 17. Juli 1997       | 1. Jan. 1999      |
| 60  | Ronaldo Lessa                                      |              | PSB    | 1. Jan. 1999        | 1. Jan. 2003      |
| 60  | Ronaldo Lessa                                      | 1. Jan. 2003 | PSB    | 31. März 2006       |                   |
| 61  | Luís Abílio de Sousa Neto                          |              | PDT    | 31. März 2006       | 1. Jan. 2007      |
| 62  | Teotônio Vilela Filho                              |              | PSDB   | 1. Jan. 2007        | 1. Jan. 2011      |
| 62  | Teotônio Vilela Filho                              | 1. Jan. 2011 | PSDB   | 1. Jan. 2015        |                   |
| 63  | Renan Filho José Renan Vasconcelos Calheiros Filho |              | PMDB   | 1. Jan. 2015        | 1. Jan. 2019      |
| 63  | Renan Filho José Renan Vasconcelos Calheiros Filho | 1. Jan. 2019 | PMDB   | 2. Apr. 2022        |                   |
| 64  | Klever Loureiro                                    |              | –      | 2. Apr. 2022        | 15. Mai 2022      |
| 65  | Paulo Dantas                                       |              | MDB    | 15. Mai 2022        | 11. Okt. 2022     |
| 66  | José Wanderley Neto Dr, Wanderley                  |              | MDB    | 11. Okt. 2022       | 1. Jan. 2023      |
| 67  | Paulo Dantas                                       |              | MDB    | 1. Jan. 2023        | –                 |